# Comuna Skadovka, Ceaplînka
Skadovka (în ucraineană Скадовка) este o comună în raionul Ceaplînka, regiunea Herson, Ucraina, formată din satele Biloțerkivka și Skadovka (reședința).

## Demografie
Componența lingvistică a comunei Skadovka
     Ucraineană (73,57%)
     Rusă (4,78%)
     Alte limbi (0,84%)
Conform recensământului din 2001, majoritatea populației comunei Skadovka era vorbitoare de ucraineană (73,57%), existând în minoritate și vorbitori de rusă (4,78%).